# Rundfunk der DDR

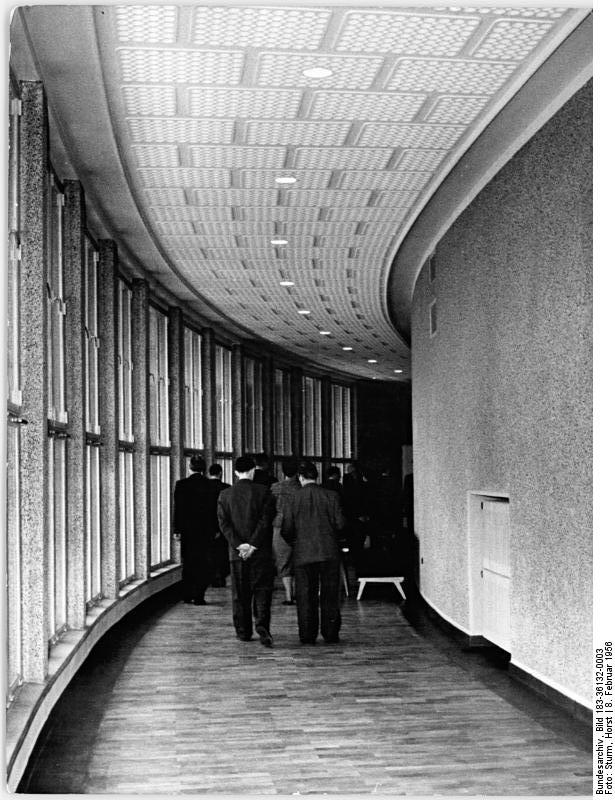
Берлинский радиодом Радио ГДР (1956)

Rundfunk der DDR (с нем. — «Радиовещание ГДР») — некоммерческое государственное радиовещательное учреждение, существовавшее в 1945—1991 годах в Восточной Германии.

## Радиовещательная деятельность
Учреждение вело:
- (в 1945—1953 гг.)
  - обмен радиопередачами;
  - вещание по берлинской региональной радиопрограмме, звучавшей на средних волнах в землях Берлин, Бранденбург и Мекленбург;
  - вещание по центрально-германской ралиопрограмме, звучавшей на средних волнах в землях Саксония, Саксония-Анхальт и Тюрингия;
  - вещание по общегерманской радиопрограмме, звучавшей на длинных волнах в Европе;
  - бранденбургские земельные радиопередачи по берлинской региональной радиопрограмме;
  - мекленбургские земельные радиопередачи по берлинской региональной радиопрограмме;
  - саксонские земельные радиопередачи по центрально-германской региональной радиопрограмме;
  - саксен-анхальтские земельные радиопередачи по центрально-германской региональной радиопрограмме;
  - тюрингские земельные радиопередачи по центрально-германской региональной радиопрограмме[1];
  - подготовку общегосударственных тематических радиопередач;
  - обмен радиопередачми между основными подразделениями;
- (в 1953—1954 гг.)
  - вещание по 1-й радиопрограмме ГДР (радиопрограмме «Берлин I»);
  - вещание по 2-й радиопрограмме ГДР (радиопрограмме «Берлин II»);
  - вещание по 3-й радиопрограмме ГДР (радиопрограмме «Берлин III»)[1];
- (в 1954—1990 гг.)
  - вещание по 1-й радиопрограмме ГДР («Erste Programm») (радиопрограмме «Радио ДДР»[1], с 1958 года — «Радио ДДР I»[2], в 1955—1956 гг. (Berlin 1. Programm)[3].), звучавшей на средних[4][5] и ультракоротких (с 1958 года) волнах во всех округах ГДР и в Западном Берлине;
  - в 1958—1990 гг. — вещание по 2-й радиопрограмме ГДР[6] («Zweite Programm»[7]) (радиопрограмме «Радио ДДР II»[2][8]), звучавшей на ультракоротких волнах во всех округах ГДР и в Западном Берлине;
  - вещание по берлинской (общегерманской) радиопрограмме (радиопрограмме «Берлинер Рундфунк»[2][9] в 1955—1956 гг. — «Берлин 2. Программ» (Berlin 2. Programm[1] года[1])), звучавшей на средних и (с 1959 года[10]) ультракоротких волнах во всех округах ГДР и в Западном Берлине[11][12];
  - вещание по радиопрограмме «Дойчландзендер» (в 1971—1990 гг.[13] называлась «Голос ГДР» («Stimme der DDR»)[2]), звучавшей во всех округах ГДР и в Западном Берлине на ультракоротких волнах и в Европе на длинных волнах[14][11][12];
  - в 1959—1971 гг. — вещание по программе «Берлинер Велле»[1], звучавшей на ультракоротких волнах в округах Потсдам и Франкфурт, Берлине и Западном Берлине;
  - с 1986 года — вещание по молодёжной программе (программе «Югендрадио» («Jugendradio DT64»[2][15], была звучала во всех округах ГДР и в Западном Берлине на ультракоротких волнах[16][17].
  - ростокские окружные утренние и дневные передачи по 2-й радиопрограммы (Sender Rostock), звучавшие в округе Росток на ультракоротких волнах;
  - шверинские окружные утренние и дневные (до 1964 года — вечерние[18]) передачи по 2-й радиопрограмме (Sender Schwerin), звучавшие в округе Шверин, а днём также и в округе Нойбранденбург на ультракоротких волнах);
  - нойбранденбургские окружные утренние передачи по 2-й радиопрограмме (Sender Neubrandenburg), звучавшие в округе Нойбранденбург;
  - потсдамские окружные дневные передачи по 2-й радиопрограмме (Sender Potsdam), звучавшие в округах Потсдам и Франкфурт-на-Одере, Берлине и Западном Берлине на ультракоротких волнах[19] (до 1964 года — вечерние радиопередачи[18]);
  - франкфутские окружные утренние радиопередачи по 2-й программе (Sender Frankfurt (Oder)), звучавшие в округах Потсдам и Франкфурт, Берлине и Западном Берлине на ультракоротких волнах;
  - лейпцигские окружные утренние и дневные (до 1964 г. вечерние[18]) радиопередачи по 2-й программе (Sender Leipzig) в округе Лейпциг, а днём также в округах Дрезден и Карл-Маркс-Штадт на ультракоротких волнах;
  - магдебургские окружные утренние радиопередачи по 2-й программе (Sender Magdeburg), звучавшие в округе Магдебург на ультракоротких волнах;
  - галльские окружные утренние радиопередачи по 2-й программе (Sender Halle), звучавшие в округе Галле на ультракоротких волнах;
  - котбусские окружные утренние и дневные радиопередачи по 2-й программе (Sender Cottbus), звучавшие в округе Галле, а днём также в восточной части округа Дрездена на ультракоротких волнах;
  - баутценские окружные утренние местные радиопередачи по 2-й программе (Sender Bautzen), звучавшие в восточной части округа Дрезден на ультракоротких волнах;
  - дрезденские окружные утренние и дневные (до 1964 г. — вечерние[18]) окружные радиопередачи (Sender Dresden), звучавшие в западной части округа Дрезден, а днём также в округе Карл-Маркс-Штадт на ультракоротких волнах;
  - карл-маркс-штадтские окружные утренние радиопередачи (Sender Karl-Marx-Stadt), звучавшие в округе Карл-Маркс-Штадт на ультракоротких волнах
  - тюрингские окружные утренние и дневные (до 1964 г. — вечерние[18]) земельные радиопередачи (Sender Weimar), звучавшие в округах Гера, Эрфурт и Зуль на ультракоротких волнах[20][21];
  - с 1957 года — радиопередачи на коротких волнах[22] под позывным («Радио Берлин Интернациональ») на английском, французском, итальянском, португальском, датском и шведском языках), в Африке на немецком, английском, французском, португальском, арабском, суахили, на Ближнем Востоке на немецком, арабском и английском, в Юго-восточной Азии на хинди, английском и немецком, в Латинской Америке на испанском, португальском и немецком, в США и Канаде на английском и немецком[23].
- (1990-1991)
  - вещание по бранденбургской 1-й радиопрограмме (радиопрограмме «Антенне Бранденбург»);
  - вещание по мекленбургской 1-й радиопрограмме (радиопрограмме «Радио Мекленбург-Форпоммерн 1»);
  - вещание по саксонской[24] 1-й радиопрограмме (радиопрограмме «Захсенрадио 1»);
  - вещание по саксен-анхальтской 1-й радиопрограмме (радиопрограмме «Радио Захсен-Анхальт 1»);
  - вещание по тюрингской 1-й радиопрограмме (радиопрограмме «Тюринген 1»);
  - вещание по радиопрограмме «Радио Актуэлль» («Radio Aktuell»)[1][25];
  - вещание по радиопрограмме «Дойчландзендер Культур» («Deutschlandsemder Kultur»)[26];

## Учредители
- (в 1945—1949 гг.)
  - Германское управление народного просвещения;
- (в 1949—1952 гг.)
  - Министерство народного просвещения ГДР;
- (в 1952—1989 гг.)
  - Государственный комитет ГДР по радиовещанию;
- (в 1989—1990 гг.)
  - Правительство ГДР
- (в 1990—1991 гг.)
  - Берлин;
  - Бранденбург;
  - Мекленбург-Передняя Померания;
  - Саксония;
  - Саксония-Анхальт;
  - Тюрингия.

## Руководство
Руководство учреждением осуществляли:
- (в 1945—1952 и в 1990—1991 гг.)
  - Генеральным интендантом[27] Немецкого демократического вещания (Generalintendant des Deutschen Demokratischen Rundfunks), назначавшийся Премьер-министром ГДР, с 5 февраля 1990 года премьер-министром при утверждении советом по контролю СМИ (Medienkontrolrat), формировавшимся в свою очередь Народной палатой по предложению круглого стола[28]
- (с 1952 до 1989 года)
  - председателем Государственного комитета по радиовещанию при Совете министров ГДР[29];
- (c сентября 1990 года до 31 декабря 1991 года)
  - советом (Rundfunkbeirat), состоявший из 18 членов, по 3 из которых назначались ландтагами земель и городским собранием представителей Восточного Берлина;
  - уполномоченным Правительства ГДР по делам радиовещания и телевидения (Rundfunkbeauftragte), назначавшийся Народной палатой по предложению Премьер-Министра[28][30][31][32][33].

## Подразделения
- (в 1945—1953 гг.)
  - Берлинское радио (Berliner Rundfunk)
    - Симфонический оркестр Берлинского радио (Rundfunk-Sinfonieorchester Berlin)
    - Танцевальный оркестр Берлинского радио (Rundfunk-Tanzorchester Berlin)
    - Хор Берлинского радио (Rundfunkchor Berlin)
    - Земельная радиостанция «Потсдам» (Landessender Potsdam)
      - Студия в Котбусе

    - Земельная радиостанция «Шверин» (Landessender Schwerin)
      - Студия в Ростоке

  - Центрально-Германское радио (Mitteldeutscher Rundfunk)
    - Симфонический оркестр Центрально-Германского радио
    - Танцевальный оркестр Лейпцигского радио (Rundfunk-Tanzorchester Leipzig)
    - Хор Лейпцигского радио
    - Земельная радиостанция «Дрезден» (Landessender Dresden)
      - Студия в Хемнице

    - Земельная радиостанция «Галле» (Landessender Halle)
      - Студия в Магдебурге

    - Земельная радиостанция «Веймар» (Landessender Weimar)
      - Студия в Эрфурте

  - Немецкое радио (Deutschlandsender)
  - корреспондентские пункты внутри ГДР;
  - заграничные корреспондентские пункты;
- (в 1953—1954 гг.)
  - тематические главные редакции
- (в 1953—1991 гг.)[34]
  - Главная редакция известий (Hauptabteilung Nachrichten) производила новости для общенациональных радиостанций и снабжала региональные радиостанции новостями
  - Главная редакция радиодраммы (Hauptabteilung Funkdramatik)
  - Главная редакция музыки (Hauptabteilung Musik)[35] и др.
  - «Дойчландзендер» (Deutschlandsender) (в 1972—1990 гг. — «Штимме дер ДДР»)
  - «Берлинер Рундфунк» (Berliner Rundfunk)
    - Симфонический оркестр Берлинского радио (Rundfunk-Sinfonieorchester Berlin)
    - Танцевальный оркестр Берлинского радио (Rundfunk-Tanzorchester Berlin)
    - Хор Берлинского радио (Rundfunkchor Berlin)

  - «Радио Берлин Интернациональ» (Radio Berlin Internatuional)
  - «Радио ДДР» (Radio DDR)
  - Потсдамский радиодом (Funkhaus Potsdam)
    - Франкфуртская студия (Studio Frankfurt)

  - Котбусский радиодом (Funkhaus Cottbus)
  - Шверинский радиодом (Funkhaus Schwerin)
  - Ростокский радиодом (Funkhaus Rostock))
    - Нойбранденбургская студия (Studio Neubrandenburg)

  - Лейпцигский радиодом (Funkhaus Leipzig)
    - Симфонический оркестр Лейпцигского радио (Rundfunk-Sinfonieorchester Leipzig)
    - Танцевальный оркестр Лейпцигского радио (Rundfunk-Tanzorchester Leipzig)
    - Хор Лейпцигского радио
    - Магдебургская студия (Studio Magdeburg)
    - Галльская студия (Studio Halle)

  - Веймарский радиодом (Funkhaus Weimar)
  - Дрезденский радиодом (Funkhaus Dresden)
    - Карл-Маркс-Штадтская студия (Studio Karl-Marx-Stadt)[36][37];

  - корреспондентские пункты внутри ГДР;
  - заграничные корреспондентские пункты;
- (в 1990—1991 гг.)
  - «Радио ДДР»
  - «Берлинер Рундфунк»
  - «Дойчландзендер»
  - «Радио Берлин Интернациональ»
  - Потсдамский земельный радиодом;
  - Шверинский земельный радиодом;
  - Дрезденский земельный радиодом;
  - Магдебургский земельный радиодом;
  - Веймарский земельный радиодом;
  - корреспондентские пункты внутри ГДР;
  - заграничные корреспондентские пункты.

## Финансирование
Большая часть расходов покрывалась за счёт абонемента, собиравшегося со всех владельцев радиоприёмников и телевизоров.

## Активы
Учреждению принадлежали:
- (в 1945—1953 гг.)
  - Берлинский радиодом;
  - Лейпцигский радиодом;
  - Потсдамский земельный радиодом;
  - Шверинский земельный радиодом;
  - Дрезденский земельный радиодом;
  - Галльский земельный радиодом;
  - Веймарский земельный радиодом;
  - корреспондентские пункты внутри ГДР;
  - заграничные корреспондентские пункты;
- (в 1954—1990 гг.)
  - с 1956 года — Берлинский радиодом на Налепаштрассе.
  - Потсдамский радиодом;
  - Шверинский радиодом;
  - Ростокский радиодом;
  - Лейпцигский радиодом;
  - Веймарский радидом;
  - Котбусский радиодом;
  - корреспондентские пункты внутри ГДР;
  - заграничные корреспондентские пункты;
- (в 1990—1991 гг.)
  - Берлинский радиодом;
  - Потсдамский земельный радиодом;
  - Шверинский земельный радиодом;
  - Дрезденский земельный радиодом;
  - Веймарский земельный радиодом;
  - корреспондентские пункты внутри ГДР;
  - заграничные корреспондентские пункты.

## Радиопередачи
Радиопередачи «Радио ДДР I»
см. ст. Radio DDR I
Радиопередачи «Радио ДДР II»
- (Информационные программы)
  - Новости в 13.00, 15.00, 20.00 и 22.00
  - «Анализецайт» (Analysezeit) — радиогазета в 18.05-18.20
- (Информационно-музыкальные программы)
  - Continuum — дневная программа Radio DDR II в 13.10-16.00
  - Klassik zur nacht — ночная программа Radio DDR II

Радиопередачи «Берлинер Рундфунк»
см. ст. Berliner Rundfunk
Радиопередачи «ДТ64»
- Анонс ежедневно в 07.55-08.00[38]
- (Информационные программы)
  - Новости ежечасно, в 04.45-08.45 — каждые полчаса
  - Aktuelle Stunde — информационная программа DT64 в 13.03-14.00 и 18.03-19.00
- (Информационно-музыкальные программы)
  - Morgenrock — утренняя программа DT64
  - Zeitgeist — дневная программа DT64 в 16.03-18.00
  - Schlafstoruung — ночная программа DT64

Радиопередачи «Дойчландзендер»
см. ст. Deutschlandsender
Радиопередачи «Фериенвелле»
- (Информационные программы)
  - Новости ежечасно — общегосударственные новости в начале часа, региональные новости в середине часа
  - Ostseeküste Aktuell — информационная программа
  - Прогноз погоды в 7.45 и 18.45
  - Информация на дорогах вместе с региональными новостями
- (Информационно-музыкальные программы)
  - Ferienwelle Morgenmagazin — утренняя программа
  - Service am Morgen — утренняя программа
  - Service am Mittag — дневная программа[39]

Радиопередачи «Зендер Дрезден» и «Захсенрадио 1»
- Dresden sagt guten Morgen — утренняя программа Sender Dresden
- Der Sachsenrundblick — региональная информационная программа Sender Dresden в 17.45-18.00[40]
- Politik, Sport — информационная программа Sachsenradio

Радиопередачи «Зердер Карл-Маркс-Штадт»
- Magazin am Morgen — утренняя программа Sender Karl-Marx-Stadt

Радиопередачи «Зендер Потсдам» и «Антенне Бранденбург»
- Wenn der Wecker rasselt — утренняя программа Sender Potsdam
- Panorama — информационная программа Antenne Brandenburg в 12.00-14.00

Радиопередачи «Зендер Франкфурт»
- Die Oderwelle am Morgen — утренняя программа Sender Frankfurt

Радиопередачи «Зендер Котбус»
- Musikalischer Uhrenvergleich — утренняя программа Sender Cottbus

Радиопередачи «Зендер Шверин» и «Радио Мекленбург-Форпоммерн»
- Unterhaltsamer Zeitvergleich — утренняя программа Sender Schwerin
- Aktuell am Mittag — информационная программа Radio Mecklenburg-Vorpommern в 12.05-13.00

Радиопередачи «Зендер Нойчбранденбург»
- Guten Morgen mit Musik — утренняя программа Sender Neubrandenburg

Радиопередачи «Зендер Лейпциг»
- Ultrakurzwelliges — утренняя программ Sender Leipzig
- Sachsen-Anhalt am Abend — информационная программа Radio Sachsen-Anhalt в 18.00-19.00

Радиопередачи «Зендер Галле» и «Зендер Магдебург»
- Morgen-Mix-Tour — утренняя программа Sender Halle и Sender Magdeburg

Радиопередачи «Зендер Веймар»
- Mit Musik serviert — утренняя программа Sender Weimar[41]
- Morgenradio — утренняя программа в 05.05-08.30[42]